# Gschwand (Gemeinde St. Gilgen)
Gschwand ist ein Dorf sowie gleichzeitig eine Ortschaft und eine von sechs Katastralgemeinden in der Gemeinde Sankt Gilgen im Bundesland Salzburg.

## Geografie
Der Ort Gschwand befindet sich etwa 4 Kilometer südöstlich von St. Gilgen und 6 Kilometer westlich von Strobl, als Katastralgemeinde umfasst es außerdem die Orte Abersee, Brunn, Farchen, Franzosenschanze, Langgassen, Reith und Stockach.
Gschwand liegt am Südufer des Wolfgangsees auf der Zinkenbach-Halbinsel, einem ebenen Schwemmkegel des Zinkenbaches, der durch den benachbarten Ort Abersee fließt, wo er die Grenze zwischen den Gemeinden St. Gilgen und Strobl bildet.

## Verkehr
Gschwand ist erreichbar über die Wolfgangsee Straße und wird mit einer Postbus-Linie bedient. Bis zur Einstellung im Jahr 1957 befand sich in Gschwand ein Bahnhof der Salzkammergut-Lokalbahn.